# Brandon Whitaker
Pour les articles homonymes, voir Whitaker.
Brandon Whitaker (né le 7 septembre 1985 à Edmond, Oklahoma) est un footballeur professionnel canadien des Alouettes de Montréal de 
la Ligue canadienne de football. Il a été signé comme joueur autonome par 
les Alouettes en 2008. Il a joué au football collégial pour les Bears de Baylor.